# Judy Oakes
Judy Oakes, wł. Judith Miriam Oakes (ur. 14 lutego 1958 w Lewisham) – brytyjska lekkoatletka, specjalistka pchnięcia kulą, czterokrotna olimpijka, sześciokrotna medalistka igrzysk Wspólnoty Narodów w barwach Anglii. Z powodzeniem startowała również w podnoszeniu ciężarów i trójboju siłowym.
W 1999 odznaczona Orderem Imperium Brytyjskiergo IV klasy (OBE).

## Kariera lekkoatletyczna
Jako reprezentantka Anglii zdobyła brązowy medal w pchnięciu kulą na Igrzyskach Wspólnoty Narodów w 1978 w Edmonton. Startując w barwach Wielkiej Brytanii zdobyła brązowy medal w tej konkurencji na halowych mistrzostwach Europy w 1979 w Wiedniu, przegrywając z zawodniczkami z Niemieckiej Republiki Demokratycznej Iloną Slupianek i Marianne Adam (w konkursie startowały tylko trzy zawodniczki).
Zwyciężyła w pchnięciu kulą na Igrzyskach Wspólnoty Narodów w 1982 w Brisbane. Zajęła 12. miejsce na mistrzostwach świata w 1983 w Helsinkach oraz 4. miejsce na igrzyskach olimpijskich w 1984 w Los Angeles. Na halowych mistrzostwach Europy w 1985 w Pireusie zajęła 6. miejsce. Zdobyła srebrny medal na Igrzyskach Wspólnoty Narodów w 1986 w Edynburgu, a na mistrzostwach Europy w 1986 w Stuttgarcie zajęła 14. miejsce. Ponownie zajęła 6. miejsce na halowych mistrzostwach Europy w 1987 w Liévin, a także 9. miejsce na halowych mistrzostwach świata w 1987 w Indianapolis. Odpadła w kwalifikacjach na mistrzostwach świata w 1987 w Rzymie i na igrzyskach olimpijskich w 1988 w Seulu.
Zdobyła srebrny medal na Igrzyskach Wspólnoty Narodów w 1990 w Auckland. Odpadła w kwalifikacjach na mistrzostwach świata w 1991 w Tokio.
Na Igrzyskach Wspólnoty Narodów w 1994 w Victorii wywalczyła po raz drugi w karierze złoty medal w pchnięciu kulą. Zajęła 8. miejsce na halowych mistrzostwach świata w 1995 w Barcelonie, a na mistrzostwach świata w 1995 w Göteborgu odpadła w kwalifikacjach.
Zajęła 4. miejsce na halowych mistrzostwach Europy w 1996 w Sztokholmie oraz 11. miejsce na igrzyskach olimpijskich w 1996 w Atlancie. Na halowych mistrzostwach świata w 1997 w Paryżu zajęła 10. miejsce, a na mistrzostwach świata w 1997 w Atenach odpadła w kwalifikacjach. Zajęła 6. miejsce na halowych mistrzostwach Europy w 1998 w Walencji.
Po raz trzeci zwyciężyła w pchnięciu kulą na Igrzyskach Wspólnoty Narodów w 1998 w Kuala Lumpur. Odpadła w kwalifikacjach tej konkurencji na halowych mistrzostwach Europy w 2000 w Gandawie, igrzyskach olimpijskich w 2000 w Sydney.
Oakes była mistrzynią Wielkiej Brytanii (AAA) w pchnięciu kulą w latach 1979, 1980, 1982–1988, 1990, 1991, 1994–1998 i 2000 oraz brązową medalistką w tej konkurencji w 1977, a także halową mistrzynią w pchnięciu kulą w latach 1977–1970, 1982, 1984–1988, 1990, 1991 i 1995–2000 oraz wicemistrzynią w 1976 i 1983. Była również mistrzynią UK Championships w pchnięciu kulą w latach 1978, 1982, 1984–1989, 1991 i 1997 oraz wicemistrzynią w 1979 i 1990, a także brązową medalistką w rzucie dyskiem w 1987.
Wielokrotnie poprawiała rekord Wielkiej Brytanii w pchnięciu kulą do wyniku 19,36 m uzyskanego 14 sierpnia 1988 w Gateshead. Jest to aktualny (kwiecień 2020) rekord Wielkiej Brytanii.
Pozostałe rekordy życiowe Judy Oakes:
- pchnięcie kulą (hala) – 18,74 m (14 lutego 1988, Gandawa)
- rzut dyskiem – 51,71 m (14 czerwca 1998, Kingston upon Thames)

## Kariera w podnoszeniu ciężarów
Oakes była brązową medalistką mistrzostw świata w 1989 w Manchesterze w kategorii do 82,5 kg oraz mistrzynią Europy w tej samej kategorii wagowej w 1989 w Manchesterze i 1990 w Santa Cruz de Tenerife.

## Kariera w trójboju siłowym
Oakes była mistrzynią świata w trójboju siłowym w kategorii do 82,5 kg w 1982 i 1988 oraz wicemistrzynią świata w tej kategorii wagowej w 1983 i 1990. Była również mistrzynią Europy (w tej samej kategorii) w latach 1983–1990.